# Ксана Сергієнко
Оксана Віталіївна Сергієнко, більш відома як Ксана Сергієнко (нар. 7 травня 1984, Миргород, Українська РСР, СРСР) — російська співачка українського походження, поетеса та акторка «Ленінград Центру». Учасниця шоу «Голос», «Точь-в-точь» і «Три акорди».

## Біографія
Народилася 1984 року в Миргороді, Україна. У 6 років пішла до музичної школи, через два роки стала солісткою дитячого хору «Джерельце». У 12 років записала першу сольну пісню та виступила з нею на місцевих телеканалах.
У 1997 році стала переможницею міжнародного конкурсу «Маленький принц», що проходив у Румунії. У 15 років здобула перемогу на молодіжному фестивалі «Чорноморські ігри».
Закінчивши 9 класів Миргородської загальноосвітньої школи № 1 імені Панаса Мирного, вступила до естрадно-циркового коледжу в Києві. На третьому курсі, в 2003 році, взяла участь у телешоу «Народний артист». Того ж року поїхала працювати до Нью-Йорка, де співпрацювала з Марком Хелсом. Сім років пропрацювала у клубі Rasputin. 2005 року вступила на навчання до New School of Music.
У 2009 році розпочала співпрацю з лейблом Lizard King Records і стала вокалісткою гурту Oxzana Band. У Нью-Йорку записала свій дебютний альбом Running the asylun, який був перевиданий у 2017 році у Росії. У США була удостоєна премії New Music Seminar у номінації «Відкриття року».
У 2014 році взяла участь в американському шоу The Voice, але переїхала до Росії, щоб стати учасницею російського аналога шоу — «Голос». Дійшовши до півфіналу під керівництвом Діми Білана, вибула з шоу.
Взимку 2015 року розпочала співпрацю з Вадимом Колчковим і випустила сингл «Отпусти», а пізніше і кліп на композицію. У тому ж році записала дует з Олександром Панайотовим на пісню «Лабиринт». 29 квітня того ж року відбувся сольний концерт співачки в Crocus City Hall. На день народження співачці подарували сертифікат про присвоєння однієї із зірок у сузір'ї Тельця імені «Ксана» із занесенням до «Універсального зоряного каталогу». Сергієнко стала однією з моделей для жіночої білизни Estelle Adony та випустила колекцію аксесуарів. Наприкінці року взяла участь у третьому сезоні телешоу «Точь-в-точь», увійшовши до шістки кращих учасників.
У 2016 році взяла участь у четвертому сезоні того ж шоу, посівши третє місце. Того ж року випустила збірку пісень «Голос любви». У вересні брала участь у дитячому фестивалі «Спадкоємці традицій» як ведуча. У грудні була в журі конкурсу «Найкращий голос Криму». Також брала участь у церемонії відкриття «Чемпіонату світу — 2016» з хокею з м'ячем.
У лютому 2017 року спільно з Глібом Матвійчуком виступила на закритті «Військових ігор» у Сочі. Потім стала актрисою трупи «Ленінград Центр», зігравши головну роль у шоу «Прекрасна М». Також була задіяна у виставах Lovesick, Timeless, «Портфоліо». У вересні 2017 року виступила на фестивалях «Амурська осінь» та «Меридіани Тихого» запрошеною гостю. У 2018 році випустила пісню «На мізинцях» та відеокліп на неї.
У 2019 році брала участь у четвертому сезоні шоу «Три акорди». 9 березня 2020 презентувала російськомовний альбом «ЛД», випущений 2019 року.

## Особисте життя
Ксана неождружена.

## Дискографія

### Альбоми
- 2019: ЛД[58]
- 2020: Ловец снов (разом з Євгеном Соколовським)[59]